# Port lotniczy Pai
Port lotniczy Pai (IATA: PYY, ICAO: VTCI) – port lotniczy położony w Pai, w prowincji Mae Hong Son, w Tajlandii.